# Kin Shriner
Kin Shriner (ur. 6 grudnia 1953 w Nowym Jorku) – amerykański aktor. Grał rolę Scotta Baldwina w operze mydlanej Szpital miejski (1977–1993, 2000–2004, 2007–2008) i jej spin-offie Port Charles (1997–2000, 2001).

## Życie osobiste
Shriner urodził się w Nowym Jorku wraz z bratem bliźniakiem aktorem Willem Shrinerem jako syn Eileen „Pixie” McDermott i Herba Shrinera. Ich ojciec był humorystą telewizyjnym. Gdy Kin Shriner był w szkole średniej, oboje rodzice zginęli w wypadku samochodowym. On i jego brat Will następnie przenieśli się do Teksasu, gdzie zostali wychowani przez ich babcię.
W 1997 był nominowany do nagrody Soap Opera Digest za rolę Scotta Baldwina w operze mydlanej Port Charles.
Shriner mieszka w Fort Lauderdale na Florydzie.

## Filmografia

### Seriale TV
- 1976: The Six Million Dollar Man jako przyjaciel
- 1977: Baa Baa Black Sheep jako pilot
- 1977: Osiem to wystarczająco (Eight Is Enough) jako Michael
- 1977: Waltonowie (The Waltons) jako chłopiec z miasta
- 1977-1981: Szpital miejski (General Hospital) jako Scott
- 1981: Teksas (Texas) jako Jeb Hampton
- 1982: Zakochani młodzi lekarze (Young Doctors in Love)
- 1984: Statek miłości (The Love Boat)
- 1987-1993: Szpital miejski (General Hospital) jako Scotty Baldwin # 6
- 1988-1989: Wojna i pamięć (War and Remembrance) jako Horseshoes Mullen (Moray)
- 1991: Pełna chata (Full House) jako szeryf
- 1995-1996: Moda na sukces (The Bold and the Beautiful) jako Brian Carey
- 1998: Szpital miejski (General Hospital) jako Scotty ‘Scott’ Baldwin
- 1998: Melrose Place jako kelner
- 2000-2004: Szpital miejski (General Hospital) jako Scotty ‘Scott’ Baldwin
- 2004: Żar młodości (The Young and The Restless) jako Harrison Bartlett
- 2006: As the World Turns jako Keith Morrissey
- 2007-2008: Szpital miejski (General Hospital) jako Scotty ‘Scott’ Baldwin